# Danilo Maldonado Machado
Danilo Maldonado Machado, connu sous le nom de El Sexto (The Sixth), né le 1er avril 1983, est un artiste de graffitis cubain et militant pour les droits de l'homme qui a été arrêté et emprisonné à plusieurs reprises par le régime castriste. Ses graffitis sont une forme de protestation, critiquant les souffrances du peuple cubain aux mains du régime des Castro.

## Biographie
Danilo Maldonado Machado porte sur lui un tatouage évoquant  Laura Pollán, la fondatrice du groupe dissident les Dames en blanc, décédée en 2011.
En 2012, Danilo Maldonado Machado est arrêté en compagnie de deux autres opposants au régime castriste le musicien Gorki Aguila (leader du groupe cubain Porno para Ricardo) et le musicien et acteur Ismael de Diego dans une rue de La Havane par des policiers en civil. Cette arrestation est alors dénoncée par l'écrivain et photographe Orlando Luis Pardo Lazo. 
Le 25 décembre 2014, il envisage de lâcher dans un parc de La Havane deux cochonnets portant  sur la peau les prénoms des frères Castro : Fidel et Raúl. Il est arrêté avant d'avoir pu libérer ses animaux et emprisonné. Il s'agissait d'un clin d'œil au livre La Ferme des animaux de George Orwell qui a critiqué le stalinisme à travers la prise de pouvoir de cochons dans une ferme. Il est accusé de « desacato » (outrage) à l’égard de Fidel Castro et de son frère Raul. Il reste dix mois en prison pour être libéré en octobre 2015 après une campagne internationale .
En 2015, alors qu'il est en prison,  il reçoit le prix international Vaclav Havel de la dissidence créative, décerné par la Human Rights Foundation. Barack Obama évoque son cas avec Raúl Castro au Sommet des Amériques.
Peu après l'annonce de la mort de Fidel Castro en novembre 2016, il est de nouveau arrêté, après avoir écrit sur un mur « Se fue » (« Il est parti »). Il s’est filmé écrivant ces mots puis a mis en ligne une vidéo dans laquelle il appelle les Cubains à sortir dans la rue pour réclamer la liberté. Il a été libéré le 21 janvier 2017.

## Exposition
- 2016 : La Libertad Artistica organisée par Steadfast Magazine et par la galerie Agerled dans le cadre d’Art Concept Miami.